# 스탠 헬싱
스탠 헬싱(Stan Helsing)은 미국에서 제작된 보 젠가 감독의 2009년 코미디, 공포 영화이다. 스티브 호웨이 등이 주연으로 출연하였고 커크 쇼 등이 제작에 참여하였다.

## 출연

### 주연
- 스티브 호웨이
- 다이오라 베어드
- 케넌 톰슨
- 데시 리딕
- 레슬리 닐슨

### 조연
- 킷 젠가
- 다렌 무어
- 홀리데이
- 벤 코튼
- 트래비스 맥도널드
- 리 티콘
- 켄 커진거
- 찰스 주커만
- 제프 걸카
- 채드 크로브척

## 제작진
- 공동제작: 엘렉 헨드릭슨
- 공동제작: 섀넌 맥아널티
- 공동제작: 발레스카 라멧
- 공동제작: 라이언 스콧 워렌
- 라인프로듀서: 롭 라이카
- 협력프로듀서: 드본 드랩
- 협력프로듀서: 스테이시 쇼
- 협력프로듀서: 애덤 보겔
- 미술: 크리스 오거스트
- 세트: 셜리 잉겟
- 의상: 안젤리나 케키치
- 배역: 티파니 막
- 배역: 로라 토플라스